# 1601 w polityce

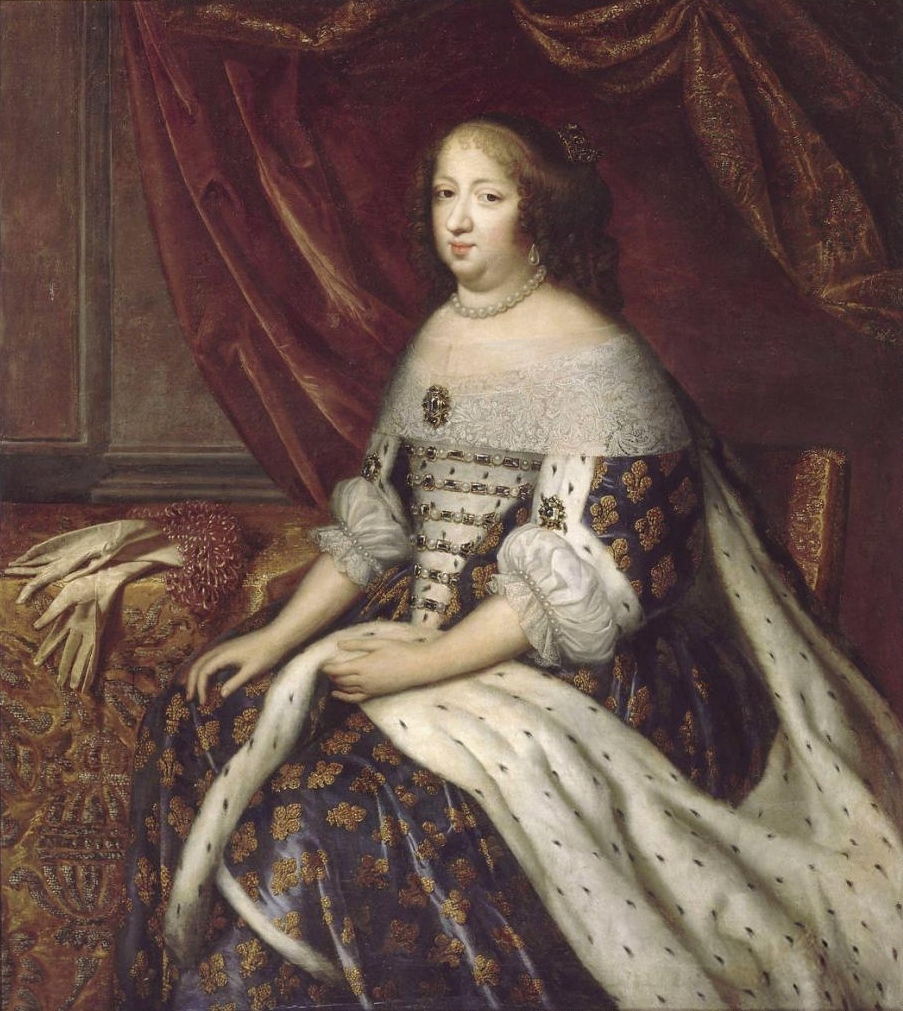
Anna Austriaczka

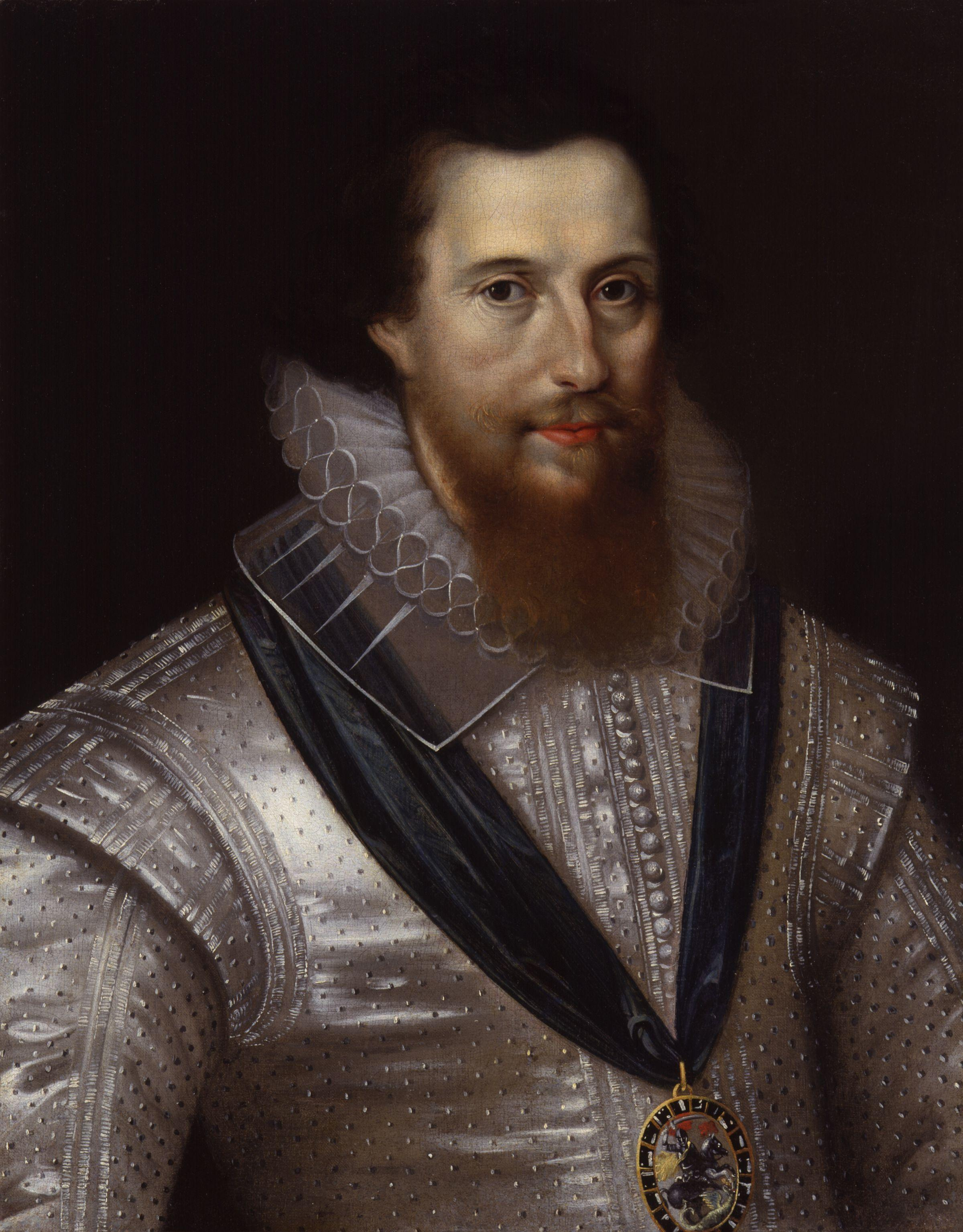
Marcus Gheeraerts Młodszy, Portret Roberta Devereux

Wydarzenia polityczne w 1601 roku.

## Wydarzenia
- 25 lutego Robert Devereux, faworyt królowej Elżbiety I Wielkiej został ścięty za zdradę[1].

## Urodzili się
- 22 września Anna Austriaczka, królowa Francji, żona Ludwika XIII[2].

## Zmarli
- 21 stycznia Ludwika Lotaryńska, królowa Francji[3].
- 9 sierpnia Michał Waleczny, hospodar Wołoszczyzny[4].